# Islands in the Stream
Islands in the Stream ist ein von Kenny Rogers und Dolly Parton gesungener Country-Song aus dem Jahr 1983. Er wurde von den Bee Gees geschrieben und produziert.

## Geschichte
Das Stück erschien 1983 auf Rogers’ Album Eyes That See in the Dark. In den USA, Kanada, Australien und Österreich wurde das Lied ein Nummer-eins-Hit. In den USA wurde es für Rogers und Parton jeweils ihr zweiter Nummer-eins-Hit. Die Bee Gees hatten das Lied ursprünglich für Marvin Gaye im R&B-Stil geschrieben, entschieden sich aber später, das Lied für Kenny Rogers umzuschreiben und zu produzieren.
2005 wurde das Lied in einer Umfrage zum besten Country-Duett aller Zeiten gewählt.

## Kommerzieller Erfolg

### Chartplatzierungen
Der Song blieb in den USA zwei Wochen auf Platz 1 und wurde zum erfolgreichsten Titel des Jahres 1983.
| ChartsChartplatzierungen       | Höchstplatzierung | Wochen |
| ------------------------------ | ----------------- | ------ |
| Deutschland (GfK)              | 25 (14 Wo.)       | 14     |
| Österreich (Ö3)                | 1 (18 Wo.)        | 18     |
| Schweiz (IFPI)                 | 2 (13 Wo.)        | 13     |
| Vereinigte Staaten (Billboard) | 1 (25 Wo.)        | 25     |
| Vereinigtes Königreich (OCC)   | 7 (20 Wo.)        | 20     |

| ChartsJahrescharts (1983)      | Platzierung |
| ------------------------------ | ----------- |
| Österreich (Ö3)                | 6           |
| Vereinigte Staaten (Billboard) | 56          |

### Auszeichnungen für Musikverkäufe
Im Dezember 1983 wurde die Single von der Recording Industry Association of America mit Platin für über zwei Millionen verkaufte Tonträger ausgezeichnet. Im Jahr 2023 folgte die Aufstufung auf Dreifachplatin für drei Millionen Verkäufe.
| Land/Region                  | Auszeichnungen für Musikverkäufe (Land/Region, Auszeichnung, Verkäufe) | Verkäufe  |
| ---------------------------- | ---------------------------------------------------------------------- | --------- |
| Australien (ARIA)            | Platin                                                                 | 70.000    |
| Dänemark (IFPI)              | Platin                                                                 | 90.000    |
| Kanada (MC)                  | 3× Platin                                                              | 240.000   |
| Neuseeland (RMNZ)            | 5× Platin                                                              | 150.000   |
| Schweden (IFPI)              | Platin                                                                 | 80.000    |
| Vereinigte Staaten (RIAA)    | 3× Platin                                                              | 3.000.000 |
| Vereinigtes Königreich (BPI) | Silber (Physisch) · + 3× Platin (Digital)                              | 2.000.000 |
| Insgesamt                    | 1× Silber · 17× Platin ·                                               | 5.630.000 |

Hauptartikel: Kenny Rogers/Auszeichnungen für Musikverkäufe

## Coverversionen
- 1983: Kikki Danielsson (als Öar i ett hav)[10]
- 1998: Pras Michel (feat. Ol’ Dirty Bastard & Mýa): Ghetto Supastar (That Is What You Are) (Interpolation des Refrains)
- 1998: Bee Gees[11]
- 2005: Joana Zimmer
- 2007: Leslie Feist with Constantines
- 2009: Vanessa Jenkins und Bryn West feat. Tom Jones und Robin Gibb
- 2010: Ronan Keating
- 2012: DJ Ötzi & Bellamy Brothers
- 2013: Francine Jordi
- 2019: Claudia Jung & Trenkwalder (als Wenn i bei Dir bin)